# マイティ・ソー/ダーク・ワールド
『マイティ・ソー/ダーク・ワールド』（Thor: The Dark World）は、2013年のアメリカ合衆国のスーパーヒーロー映画である。マーベル・スタジオ製作。ウォルト・ディズニー・スタジオ・モーション・ピクチャーズ配給。
様々な「マーベル・コミック」の実写映画を、同一の世界観のクロスオーバー作品として扱う『マーベル・シネマティック・ユニバース』（MCU）としては第8作品目の映画である。

## 概要
「マーベル・コミック」のアメリカン・コミック『マイティ・ソー』の実写映画化作品で、2011年の映画『マイティ・ソー』の続編となるシリーズ第2作。また、様々な「マーベル・コミック」の実写映画を、同一の世界観のクロスオーバー作品として扱う『マーベル・シネマティック・ユニバース』シリーズとしては、第8作品目の映画となる。
監督はアラン・テイラー、脚本はクリストファー・ヨストとクリストファー・マルクスとスティーヴン・マクフィーリーであり、クリス・ヘムズワース、ナタリー・ポートマン、トム・ヒドルストン、アンソニー・ホプキンス、ステラン・スカルスガルド、カット・デニングス、イドリス・エルバ、レネ・ルッソは前作に続いて出演する。
前作公開前の2011年4月より企画が始まり、ケヴィン・ファイギはクロスオーバー映画『アベンジャーズ』から続く物語になると発表した。7月、前作の監督のケネス・ブラナーは自身が出演もする『エージェント:ライアン』の監督を勤めるためプロジェクトから撤退した。新たな監督としてブライアン・カークやパティ・ジェンキンスが考慮された末、2012年1月にテイラーが雇われた。主要撮影は2012年9月にイングランドのサリーで始まり、アイスランドとロンドンでも行われ、2012年12月に完了した。ポストプロダクション時には3Dに変換された。
ワールド・プレミアは2013年10月22日にロンドンで行われた。2013年10月30日に国際市場、11月8日にアメリカ合衆国で封切られた。

## ストーリー
宇宙が誕生する前に、闇の中からダークエルフたちが生まれた。宇宙が誕生した時に、ダークエルフの中で最も邪悪なマレキスが、全てを破壊するほどの比類なき力を持つ６つのエネルギーの結晶石；インフィニティ・ストーンの中の一つである、エーテル（リアリティ・ストーン）を使い、宇宙を再び永遠の闇に戻そうとした。アスガルドの先々代王にしてオーディンの父・ボーの率いるアスガルド軍が必死に応戦し、何とかエーテルを奪い取る事に成功した。ダークエルフたちは何処かに消え、エーテルは地中深くに埋められた。
現代、ロキはチタウリと共に四次元キューブを手に入れて地球を征服しようとした為、アスガルドの地下牢に入れられ、ソーは惑星直列によって混乱に陥った9つの世界の戦争や略奪を止めていた。
その頃ジェーンとダーシーと、ダーシーの助手イアンはエリックが研究をしているロンドンに来ていた。そこで惑星直列の影響で、世界の境目が不安定になっている場所を発見する。境目に吸い込まれてしまったジェーンはアスガルドの地中深くに転移してしまい、その場に埋められていたエーテルと接触する。その頃アスガルドでは、ビフレストの番人・ヘイムダルがジェーンを見失った事で地球に来たソーはジェーンと再会するが、彼女の異変を目にしアスガルドに連れて行く。アスガルドでの調査で、ジェーンがエーテルを吸収してしまったことが判明する。
一方宇宙の何処かで、エーテルの力を感じたマレキスが目覚める。エーテルを吸収したジェーンがアスガルドにいる事を知り、腹心のアルグリムをアスガルドに送り込んだ。地下牢でカースと化したアルグリムは牢の中にいた囚人たちを解放し、ダークエルフの艦隊はアスガルドを破壊していく。その中でアスガルドの王妃フリッガは、ジェーンを匿いマレキスとカースと戦闘になり、カースによって殺される。
アスガルドが滅びる事を悟ったソーは、シフとヴォルスタッグとファンドラルとヘイムダル、そして牢屋から脱獄させたロキと協力しジェーンをスヴァルトヘイムに連れて行く。スヴァルトヘイムに着いたソーとロキは、マレキスがジェーンからエーテルを取り出した所を狙いエーテルを破壊しようとするも、エーテルを破壊することは出来ずマレキスの手に渡ってしまう。マレキスは地球へと向かい、ロキもカースと相討ちになって死亡してしまう。
直列の影響で地球へと戻ったソーとジェーンは、精神病棟に入れられていたエリック、エリックを連れ出したダーシーとイアンと再会する。
地球に来たマレキスは部下と共にソーを倒そうとする。ソーは惑星が完全に直列すると、エーテルの真の力が解放されマレキスにより宇宙が滅びるのを防ぐ為に戦うが、直列の影響で各地に飛ばされているうちにマレキスと離れてしまい、その隙にマレキスは力を解放する最終段階に入ってしまう。最後の手段として特異点を発見する為の装置を利用することでマレキスをスヴァルトヘイムへ飛ばすことに成功。マレキスの宇宙船が倒れて力尽きたソーに当たりそうになるも、寸前でエリックにより宇宙船はスヴァルトヘイムのマレキスの所に飛ばされ、マレキスが宇宙船の下敷きになり死亡する。
ソーはオーディンの所に向かい自由が欲しいと言い許可される。ソーが去った後、オーディンに化けていたロキが正体を表した。
ポスト・クレジット・シーン。ヴォルスタッグとシフは、既に四次元キューブを保管しているアスガルドでエーテルも保管することを危惧し、辺境の惑星ノーウェアに住むタニリーア・ティヴァン/コレクターという男にエーテルを渡しに行った。彼らが立ち去った後、ティヴァンはインフィニティ・ストーン回収の野望を表す。

## 登場人物・キャスト
ソー
演 - クリス・ヘムズワース、日本語吹替 - 三宅健太
北欧神話の雷神“トール”のモデルである、アスガルドの王子にして、オーディンとフリッガの実子である次期アスガルド王候補。本作では、惑星直列の影響で暴動をはじめたマローダーズや、エーテルを取り戻して9つの世界を闇に包もうとするマレキス率いるダーク・エルフとの戦いに身を投じる。その傍らで、今でも想い続けているジェーンと2年ぶりに再会し、義弟のロキに対しては警戒しながらも、更生して欲しいと願うなど、愛する者への様々な感情も描写され、また、可笑しな様子も数多く見せる。
ジェーン・フォスター
演 - ナタリー・ポートマン、日本語吹替 - 坂本真綾
ソーの恋人である天文物理学者。現在はイギリスのロンドンを中心に活動している。本作では、エーテルに寄生されてしまったことで生命の危機となり、ソーと再会しソーに連れられ、はじめてアスガルドを訪ねるも、マレキスらダーク・エルフに狙われることとなって、戦いに巻き込まれていく。
ロキ
演 - トム・ヒドルストン、日本語吹替 - 平川大輔
北欧神話の悪戯の神“ロキ”のモデルである、ソーの義弟。本作の彼はメインヴィランではなく、トリックスターとして描写される。嘗てヨトゥンヘイムや地球に多大な被害を与えたことで捕縛されたにもかかわらず、少しも猛省せずに、今でもソーと養父のオーディンを蹴落としてアスガルドの王位を手にしようと考えているが、その反面養母のフリッガを嘘偽りなく想い慕っていることを匂わせる様子も見せ、彼女がダーク・エルフによって命を奪われたと知らされ、ソーと共闘する。
エリック・セルヴィグ
演 - ステラン・スカルスガルド、日本語吹替 - 金子由之
ジェーンの父親代わりで、ソーの友人でもある天文物理学者。本編開始の直前から惑星直列の到来に対処するため独自に活動していたが、以前ロキに洗脳された後遺症により調査先を全裸で狂乱しながら駆け回って逮捕され、精神病院に収容されてしまっていた。だが釈放後、ソーたちと共にグリニッジでダーク・エルフに立ち向かう。
ヘイムダル
演 - イドリス・エルバ、日本語吹替 - 斉藤次郎
北欧神話の光の神“ヘイムダル”のモデルであるアスガルドの戦士にして、ビフレストの天文台の番人。本作でも番人や戦士として活躍し、ソーから頼まれたジェーンを連れ出す作戦に「重罪の反逆」となることを覚悟で協力する。
マレキス
演 - クリストファー・エクルストン、日本語吹替 - 相沢まさき
スヴァルトアールヴヘイムのダーク・エルフの支配者。エーテルを感じ取り、体内に取り込んで操ることができる。5000年前に惑星直列とエーテルを利用して、九つの世界を暗黒に閉ざして支配しようとしたが、アスガルド軍との戦闘でエーテルを奪われて自軍も窮地に陥ったことで撤退し、長年の間眠りについていた。
しかし現代に於いてジェーンにエーテルが寄生したことを感じ取って目を覚まし、5000年前に成し遂げられなかった野望を完遂するために動き出す。
アルグリム / カース
演 - アドウェール・アキノエ＝アグバエ
マレキスの腹心のダーク・エルフ。マレキスの命を受けてアスガルドへ潜入すると、“カース”に変貌し、暴虐の限りを尽くす。
ダーシー・ルイス
演 - カット・デニングス、日本語吹替 - 田村睦心
ジェーンの親友の大学生で、本作でも彼女の研究をサポートし、自身もインターンのイアンを連れるようになった。
『Deadline.com』はデニングスの役割はコミックリリーフ・サイドキックと報じている。
ウォーリアーズ・スリー
アスガルドの冒険家にして、勇敢な男性戦士3人組。本作ではヴァナヘイムの戦乱を鎮めた後にホーガンが里帰りしたが、ヴォルスタッグとファンドラルは引き続きアスガルドで活動し、祝宴の場やダーク・エルフ対策の話し合いの場で浮かない表情をしていたソーに気遣いの眼差しを向け、ソーとジェーンをアスガルドから脱出させる作戦にも力を貸す。
ヴォルスタッグ
演 - レイ・スティーヴンソン、日本語吹替 - 咲野俊介
“大いなるヴォルスタッグ”と呼ばれる戦士。本作では妻の“ヒルデグント”と3人の実子が祝宴のシーンに登場する。
ファンドラル
演 - ザッカリー・リーヴァイ、日本語吹替 - 遠藤大智
“鮮烈なるファンドラル”と呼ばれる戦士。
1作目でファンドラルを演じたジョシュア・ダラスは『ワンス・アポン・ア・タイム』のために降板し、リーヴァイに代わった。もともとリーヴァイは1作目でもこの役の予定だったが、『CHUCK/チャック』があったために断念していた。リーヴァイはアニメ映画『塔の上のラプンツェル』で演じたフリン・ライダーとこの役を比較した。
ホーガン
演 - 浅野忠信、日本語吹替 - 浅野忠信
“強面のホーガン”と呼ばれる、ヴァナヘイム出身の戦士。故郷の暴動を制した後に帰郷する。そのため本作での出番は少ない。
シフ
演 - ジェイミー・アレクサンダー、日本語吹替 - 北西純子
北欧神話の女神“シブ”のモデルである、ソーの幼馴染の女戦士。
本作の後に、『エージェント・オブ・シールド』のシーズン1第15話「Yes Men（ローレライの罠）」、シーズン2第12話「Who You Really Are（記憶をなくした戦士）」にも登場。
リチャード
演 -  クリス・オダウド、日本語吹替 - 山岸治雄
ジェーンの求婚者であるサラリーマン。本作の冒頭でジェーンとランチに出掛ける。
エイア
演 - アリス・クリーグ、日本語吹替 - 寺内よりえ
北欧神話の女神“エイル”のモデルであるアスガルドの医師。ジェーンの体内の様子を調べる。
ティール
演 - クライヴ・ラッセル、日本語吹替 - 佐々木敏
北欧神話の軍神“テュール”のモデルである、アスガルドの戦士にしてエインヘリャルの団長。
ラッセルは、コレクターと彼が同じ場面に出演すると述べていたが、実際にはクレジット中の場面でデル・トロはヴォルスタッグ役のスティーヴンソン、シフ役のアレクサンダー、カリーナ役のラヴィボンドと共演した。
イアン・ブースビー
演 - ジョナサン・ハワード、日本語吹替 - 佐藤せつじ
ダーシーのインターンを務める青年で、本作では彼もコミックリリーフ的役割を担い、ダーシーたちと行動する。
精神病棟の患者
演 - スタン・リー、日本語吹替 - 広瀬正志
セルヴィグが入院した病院の患者の一人である老人。
フリッガ
演 - レネ・ルッソ、日本語吹替 - 滝沢久美子
北欧神話の女神“フリッグ”のモデルである、アスガルドの王妃。本作では何食わぬ顔を続けるロキを養母として気にかけ、ロキに幻術を教えたことも明かされる。ダーク・エルフがエーテルを狙って攻め込んできた際には、幻術でジェーンを守り、マレキスを追い詰めるも、アルグリムによって命を奪われてしまう
ルッソは、自身の役割が拡大し、ロキとフリッガの関係を探求していると述べた。
オーディン
演 - アンソニー・ホプキンス、日本語吹替 - 浦山迅
北欧神話の主神にして、戦争と魔術を司る全能の神“オーディン”のモデルである、アスガルドの国王。本作では柔軟さに欠け、理性を失いつつある様子を見せる。
ノンクレジット・カメオ出演
ボー
演 - トニー・カラン、日本語吹替 - 石田圭祐
北欧神話の男神“ボル”のモデルである、オーディンの父にして、アスガルドの先代国王。故人。5000年前にダーク・エルフに対し、自軍を率いて戦いを挑んだ。
カリーナ
演 - オフィリア・ラヴィボンド
ティヴァンの使用人のクリロリア人。エーテルを持ってきたヴォルスタッグとシフを出迎え、ティヴァンを紹介する。
タニリーア・ティヴァン / コレクター
演 - ベニチオ・デル・トロ、日本語吹替 - 石住昭彦
採掘コロニー“ノーウェア”を拠点に、珍しい物品や様々な生物を収集する不老不死のヒューマノイド型宇宙人。来訪したヴォルスタッグとシフを出迎え、エーテルを引き取る。
後の『ガーディアンズ・オブ・ギャラクシー』には、主要人物として登場する。
他に、
リチャード・ブレイクはエインヘリャルの戦士を演じた。クリス・エヴァンス（吹替：中村悠一）はキャプテン・アメリカに変装したロキ役でカメオ出演した。

## 設定・用語

### 武器・アイテム
アスガルドの武器
ムジョルニア
北欧神話の鎚“ミョルニル”のモデルである、全能の鉄鎚。本作でも、ソーが愛用する武器として登場するが、持ち主と同様に可笑しな様子を複数見せる。
グングニル
北欧神話の槍“グングニル”のモデルである、アスガルドの王が持ち、“王の杖”・“万能の槍”と言われる黄金色の長杖。
ホーフンド
北欧神話の聖剣“ホーフンド”のモデルである、ヘイムダルが管理・使用する長剣。
ダーク・エルフのアイテム・武器
カース・ストーン
ダーク・エルフが“カース”に変貌する際に使用する、掌大の小石。
ダーク・マターの短剣
マレキスが愛用する短剣。
粒子ライフル
強力なエネルギー銃砲。銃口からエネルギー光弾を放つ。
ブラックホール・グレネード
手投げ弾。スイッチを入れて投げつけると、その場の空間を捻じ曲げて小さなブラックホールを数秒間発生させ、その場のありとあらゆる物を吸引する。
その他にも、ダーク・エルフは長剣や盾など、白兵戦用の武器も装備する。
エーテル
本作においてキーアイテムとなる、液体状の不定形物質。他の生き物の体内に寄生し、宿主の生命力を吸収して強力且つ無限のパワーを発揮し、あらゆる物質を「暗黒物質（ダークマター）」に変えてしまう力を持つ。マレキスはこれを使って九つの世界をも暗闇に包もうとする。
その実態は“インフィニティ・ストーン”の一つである“リアリティ・ストーン”そのものである。

### テクノロジー・ビークル
フェイズ・メーター
ジェーンが使用する、地球上の宇宙エネルギーを測るための位相計。
グラビメトリック・スパイク
セルヴィグが開発した、ロングポール型の装置。
アスガルドのテクノロジー・ビークル
ソウル・フォージ
アスガルドで使用される、ベッド型の医療装置。
スキフ
アスガルド軍が国の防衛のために使用する、空飛ぶ小舟。
ダーク・エルフのビークル
ハロウ
戦闘攻撃機。
アーク
巨大宇宙戦艦。マレキスらが拠点として運用する。

#### 地球の車両
- ボルボ・240 2.0 トゥーシュランダ [245] - ロンドンでジェーンたちの愛車として登場。途中、ジェーンに寄生したエーテルの暴発により窓ガラスが割れることがあったが、運転に支障は無かった。
- フォーデン・アルファ - 2輌のセメントミキサーがロンドンの廃墟に登場。そのうち1輌は、重力異常により、180度反転した状態で浮き上がっていた。

ロンドン市警の車両
- BMW・5シリーズ 5代目

- E61
- E60

### 主な登場種族・生物・団体

#### 種族
アスガルド人
“アース神族”のモデルにして、アスガルドの住民である人類。
地球人
地球の住民である人類。
ヴァナー
“ヴァン神族”のモデルである、ヴァナヘイム出身の人類。
ダーク・エルフ
“ダークエルフ”のモデルであり、スヴァルトアールヴヘイムに住むヒューマノイド型種族。種族の長であるマレキスの下、この世を闇で満たす野望を持つ。
5000年前にボー率いるアスガルド軍に敗れ、行方を晦まして眠りについたが、現代でマレキスがエーテルの出現を感知したため目覚め、活動を再開する。
カース
ダーク・エルフの1体がカース・ストーンを握り潰すことで変貌する凶暴化状態。
クロナン人
岩石の巨体が特徴のヒューマノイド型種族。冒頭のヴァナヘイムの戦闘で、マローダーズの用心棒的な存在として登場。

#### 生物
ティバー
ヴァナヘイムの城の近くにある王家の馬小屋に住み、板金鎧を身に纏った力強い馬。シフはこの馬に乗ってヴァナヘイムの戦いに参戦する。
フギン&ムニン
北欧神話の一対のワタリガラス“フギンとムニン”のモデルである、二羽のワタリガラス。
フロスト・ビースト
ヨトゥンヘイムに複数棲息する四足歩行の巨獣。クライマックスの戦いで、ソーとマレキスがヨトゥンヘイムに流れ着いた際に現れた1体が両者に襲いかかるが、次元移送に巻き込まれ、グリニッジに辿り着く。

#### 宇宙海賊
マローダーズ
異なる複数のヒューマノイド型種族らが連携した海賊集団。惑星直列に乗じて複数の恒星系を奇襲・侵略する。ヴァナヘイムの戦乱や、アスガルドの牢獄などのシーンで登場する。

### 惑星直列と登場世界

#### 惑星直列
5000年に一度発生する、ユグドラシルに内包された九つの世界が一直線に直列する現象。本編ではこの影響で発生した世界の境目を通過することで別世界への往来が可能となった。

#### アスガルド
九つの世界の頂点と言われる“神の国”。
王宮
アスガルドの王の宮殿。本作ではダーク・エルフ群の襲撃により大きな被害を受ける。
牢獄
九つの世界で罪を犯し、アスガルド人と敵対した者の身柄を投獄する施設。
ビフレスト
ユグドラシルに内包された九つの世界の移動手段となる虹の架け橋。以前ソーによって破壊されたが、“ヘミンビョルグ”ごと完全に修復され、本作でもソーたちアスガルド人の各世界への移動手段として用いられた。
エインヘリャル
アスガルド軍の勇敢なる戦士団。本作ではソーたちと共に戦い、ソーがジェーンとロキをアスガルドから連れ出そうとした際には喰い止めようとする。

#### ミッドガルド
地球そのものである世界。本作では、『MCU』各作品の中でも珍しく、アメリカ国内の地域や都市が登場しない。
イギリス
ロンドン
本作においての主な舞台の一つとなり、ジェーンたちの新たな生活圏・活動拠点でもあるイギリスの首都。5000年に一度の惑星直列により、各地で九つの世界の境目が複数発生し、それに伴って幾つかの場所では重力異常まで起きた。
グリニッジ
テムズ川南岸に位置するロンドン南東部の港町。この町を中心に惑星直列による九つの世界の境目が発生するため、旧王立海軍大学にマレキスらダーク・エルフ群が現れ、全世界の境目が同時に発生・直列するタイミングを定めてエーテルを放とうとし、ソーとの戦場となる。
ソールズベリー
ストーンヘンジ
ソールズベリーの平野に位置する環状列石。惑星直列の到来を予期したセルヴィグはここで独自の活動に取り掛かったものの、以前ロキに洗脳された後遺症で奇行を起こしてしまった末に逮捕され、精神病院に収容される。

#### その他の登場世界
ヴァナヘイム
ヴァナーが住み、ホーガンの故郷である世界。
スヴァルトアールヴヘイム
ダーク・エルフたちが住む世界。
ヨトゥンヘイム
氷の巨人やフロスト・ビーストたちが住む世界。

## 製作

### 企画
2011年4月、『マイティ・ソー』の公開前にマーベル・スタジオズ社長のケヴィン・フェイグは、『アベンジャーズ』に続いて「ソーは新しい冒険に旅立つ」と述べた。
2011年6月、ウォルト・ディズニー・ピクチャーズが『Thor 2』の公開日を2013年7月26日と予定し、クリス・ヘムズワースがソーを再演し、ブラナーが再び監督しないが、おそらく製作には関与することが報じられた。『ロサンゼルス・タイムズ』は、当初ブラナーは続編に意欲があったが、視覚効果や脚本に関する制約から降板したと報じている。後日、マーベルは1作目の脚本家のひとりであるペインを続編の脚本家として雇った。
2011年8月、ブライアン・カークが『Thor 2』の監督としてマーベル及びディズニーと交渉された。これは、HBO、ショウタイム、BBCでテレビシリーズを手がけてきたカークにとって初めての大作映画監督となるはずであった。1作目でヘイムダールを演じたイドリス・エルバは『Thor 2』でも再演する予定だと述べた。
2011年9月、トム・ヒドルストンは再出演を認め、『Thor 2』では「（ロキが）自分がやってたことに責任を取らなければならないだろう」と推測した。カークとの交渉の際に契約の問題が発生したあと、マーベルとディズニーは『モンスター』や『THE KILLING 〜闇に眠る美少女』のパイロット版の監督で知られるパティ・ジェンキンスとの交渉に入った。同月、フェイグは続編がソーとジェーン・フォスターが別の世界を旅する物語だと説明した。
2011年10月、ファンドラル役のジョシュア・ダラスは『Thor 2』に続投予定であると述べた。10月13日、ディズニーは『Thor 2』の公開日を2013年11月15日に変更した。同日、マーベルはジェンキンスが続編を監督し、ナタリー・ポートマンが続投することを認めた。

### プリプロダクション

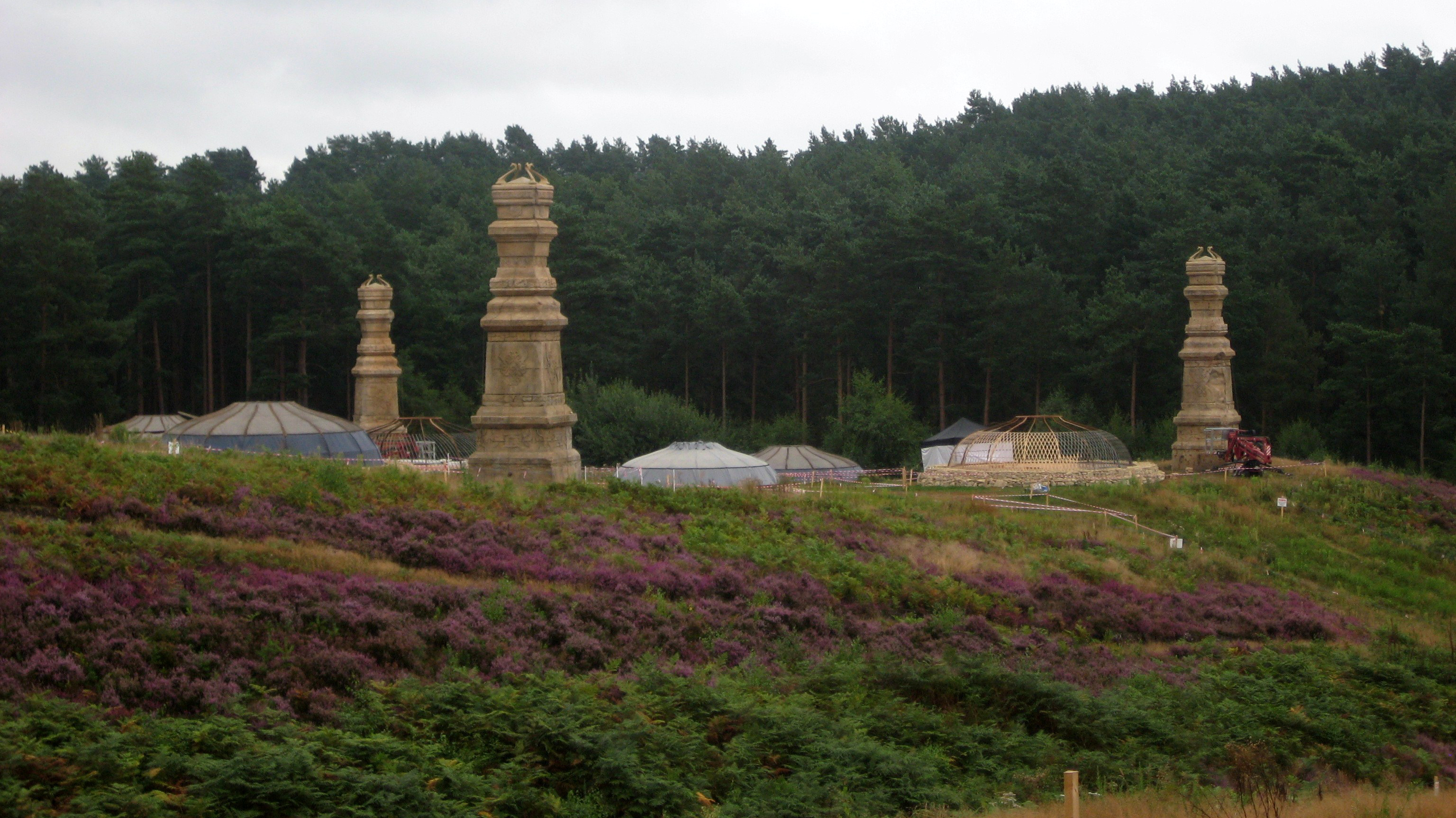
サリーのボーンウッドに建てられた映画のセット。

2011年12月、ジェンキンスは「創造性の違い」を理由にプロジェクトを降板した。彼女は、「我々は非常に良い条件で別れた。私はマーベルで働いて素晴らしい時間を過ごし、再び彼らと働くことを楽しみにしている」と述べた。3日後、『ハリウッド・リポーター』誌は、マーベルはジェンキンスの代わりにアラン・テイラーとダニエル・ミナハンを監督候補にしていると報じた。同誌はまた、マーベルはドン・ペインの脚本の書き直しのために脚本家を雇い、それはジョン・コリー、ロバート・ロダット、ロジャー・エイヴァリーが候補だと報じた。同月末、HBOのファンタジーシリーズ『ゲーム・オブ・スローンズ』のエピソードを監督したことで知られるアラン・テイラーが監督に決定した。
2012年1月、トム・ヒドルストンは2012年の夏にロンドンで撮影開始予定であると述べた。同月、マーベル・スタジオズが『プライベート・ライアン』の脚本家のロバート・ロダットをリライトのために雇ったことが報じられた。後日、シフを演じたジェイミー・アレクサンダーは、「私は『Thor 2』についてのいくつかの議論をした。それが楽しくなるように、私は明確にその一部になるつもりだ。そして『ゲーム・オブ・スローンズ』のアラン・テイラーを監督に迎えて、私たちは興奮している。私は彼が何をもたらすかを見て興奮している」と述べた。
2012年4月、ヘムズワースは2012年8月よりロンドンで撮影を開始することを明かした。同月末、レイ・スティーヴンソンの続投が報じられた。
2012年5月、マッツ・ミケルセンが悪役の1人を演じるために協議に入った。『Deadline Hollywood』は、1作目でオーディンを演じたアンソニー・ホプキンスが再演することを報じた。同月末、ディズニーは公開日を2013年11月8日に前倒しした。
2012年6月、ジョシュア・ダラスはテレビシリーズ『ワンス・アポン・ア・タイム』のためにファンドラル役を降りることが発表された。『ハリウッド・リポーター』は、マーベルがダラスの代役としてザッカリー・リーヴァイに注目していると報じた。リーヴァイはもともと1作目でも演じるはずであったが、『CHUCK/チャック』があったために辞退した。リーヴァイは後に『The Tonight Show with Jay Leno』で関与を認めた。ステラン・スカルスガルドの続投が報じられた。
2012年7月、マッツ・ミケルセンはインタビューで「（映画製作者たちとの）話し合いはしたが、『ハンニバル』の予定があり、もう遅すぎた」と、降板を明かした。同月、2012年のコミコン・インターナショナルにてタイトルが『Thor: The Dark World』と発表された。同年8月、クリストファー・エクルストンがマレキス役として最終交渉に入った。アラン・テイラーが『ゲーム・オブ・スローンズ』のときに撮影したアイスランドで本作の撮影を行うことが報じられた。カット・デニングスがダーシー・ルイスを再演することが報じられた。さらにアドウェール・アキノエ＝アグバエがコース役でキャストに加わった。月末、スタッフはイングランドのエイムスバレー付近のストーンヘンジにセットの建設を始めた。

### 撮影
主要撮影は2012年8月にイングランドのサリーのボーンウッドで開始された。コミカゼ・エキスポで原作者のひとりであるスタン・リーがカメオ出演することが明かされた。数週後クライヴ・ラッセルがティーウ、リチャード・ブレイクはエインヘリャルの戦士を演じることが明らかとなった。月末、ジェイミー・アレクサンダーがロンドンでのセットで雨天時に歩いた際に滑って負傷した。2012年10月、製作はアイスランドに移り、スケイザルアゥ、スコゥガフォスなどで撮影が行われた。『Iceland Review』ではこれまでのアイスランドで行われた中では最大規模の映画撮影と説明された。10月末、ロンドンのグリニッジの旧王立海軍大学での撮影が開始された。同月、ディズニーは3Dでの公開を発表した。2012年12月14日、アレクサンダーは撮影の完了をツイートした。

### ポストプロダクション
2013年7月、カット・デニングスは記者団に対し、映画は再撮影に向かっていることを明かした。8月、再撮影の内容についてテイラーはトム・ヒドルストンとアンソニー・ホプキンスの場面であると語った。同月、IMAXコーポレーションとマーベル・エンターテインメントは、映画がIMAX 3D形式にデジタルリマスタリングされ、2013年10月30日よりIMAX 3D劇場で封切られることを発表した。
視覚効果はダブル・ネガティブ、ルーマ・ピクチャーズなど7つの視覚効果スタジオが作成した。
映画のクレジット中の場面は、『ガーディアンズ・オブ・ギャラクシー』のジェームズ・ガンが監督した。

## 音楽
2012年8月、パトリック・ドイルは今回も作曲家として続投するために監督と話し合っていることを明かした。2013年4月時点ではカーター・バーウェルが起用されると報じられた。しかし同年5月、『Deadline.com』はバウエルは創造性の違いにより降板したことを報じた。2013年6月、マーベルはバウエルに代わって『アイアンマン3』のブライアン・タイラーを雇った。アザム・アリはこの映画音楽でヴォーカルを務めた。サウンドトラックは2013年10月28日にデジタル販売された。

## 配給

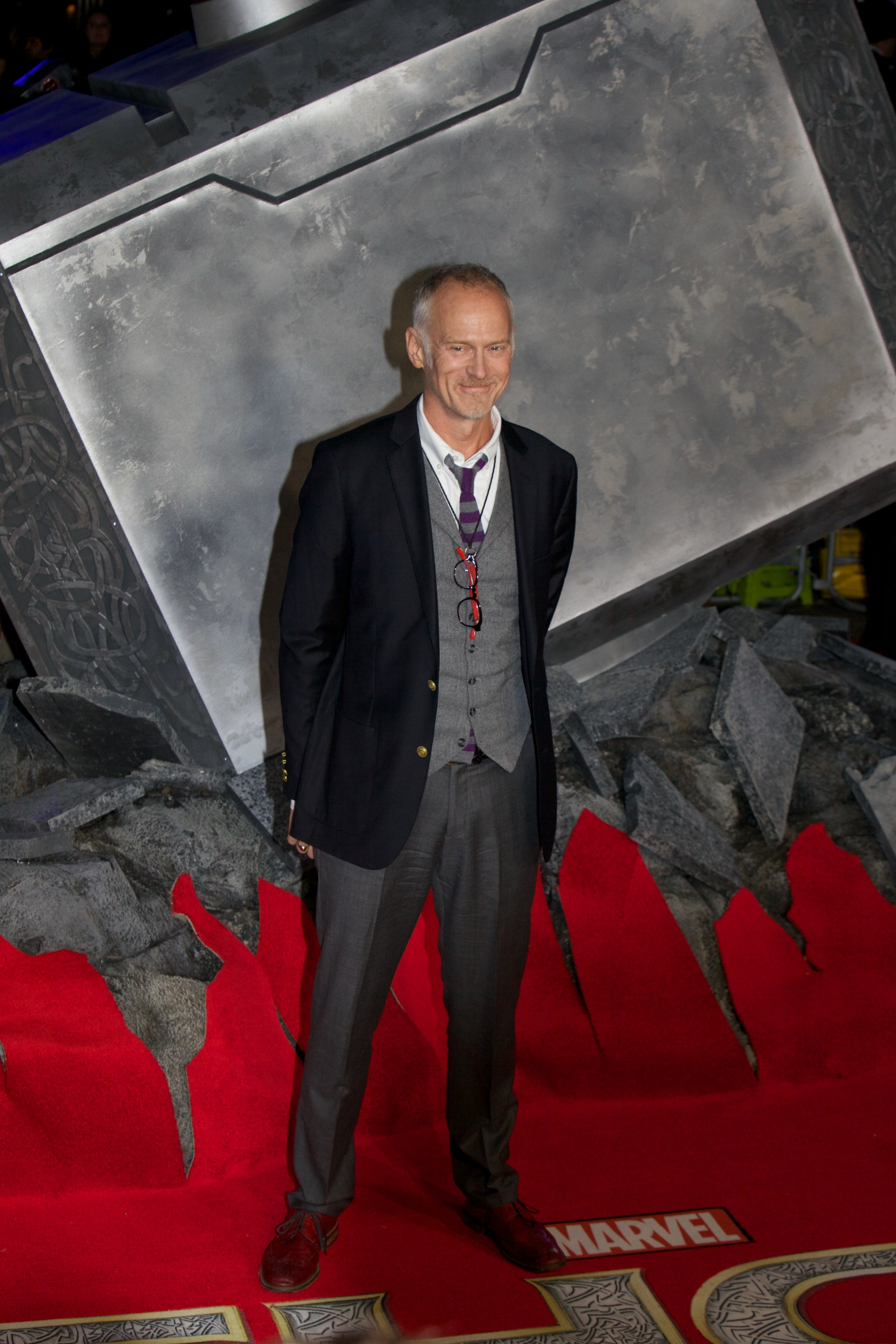
ワールド・プレミアでのアラン・テイラー。

### 公開
ワールド・プレミアは2013年10月22日にロンドンのオデオン・レスター・スクエアで行われた。劇場公開はその8日後の10月30日にイギリスなどで始まった。北米プレミアは11月5日にハリウッドのエル・キャピタン劇場で行われた。

### マーケティング

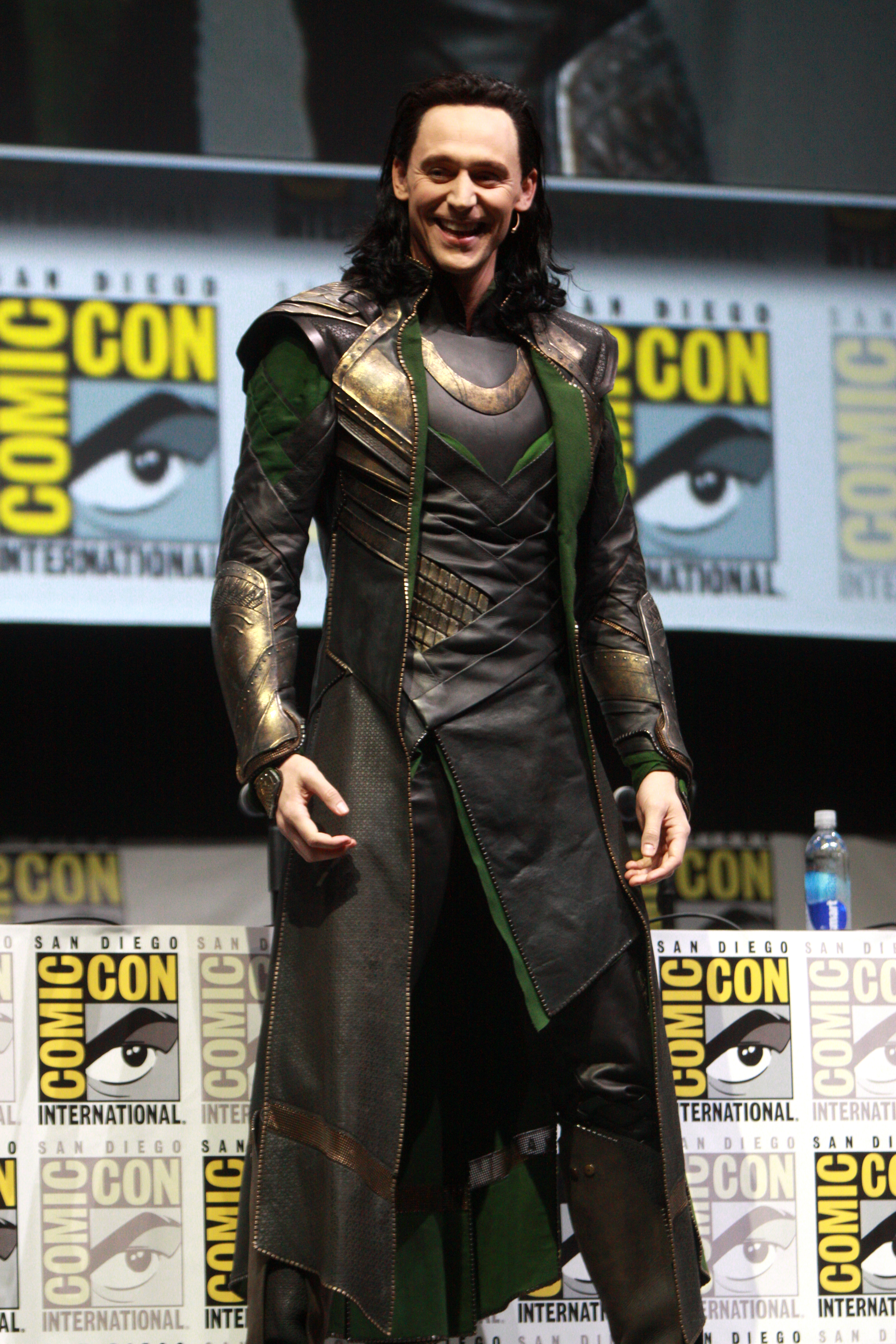
2013年のサンディエゴ・コミコン・インターナショナルに登場したロキ役のトム・ヒドルストン。

2013年3月、マーベルはクレイグ・カイルとクリストファー・ヨスト脚本、スコット・イートン作画による全2号のプレリュード・コミックを6月に発売することを発表した。2013年4月、マーベルは1本目の予告編を公開した。『フォーブス』誌は「この予告編はマーベルのブランドのためにその大きなマーケティングプッシュにうまくフィットしている。最初の映画で確認できるすべてのキャラクターを置き、アベンジャーズのチーム・イベントを連想させるようなアクションを提示し、観客からかなりの人気を誇るロキが再登場する」と述べた。『ロサンゼルス・タイムズ』は「予告編を通して明らかにアラン・テイラーの影響がある。戦闘シーンでは『ゲーム・オブ・スローンズ』の監督としての手法が見え、また『マイティ・ソー』の監督のケネス・ブラナーの下では明るく輝いていたアスガルドは続編では粗くなっていると思われる」と記述した。
2013年7月、コミコン・インターナショナルでトム・ヒドルストンがロキに扮して観客の前に登場し、映画のフッテージを紹介した。また同月、ゲームロフトは映画の公開に併せてコンピュータゲーム『Thor the Dark World: The Official Game』を11月に発売予定であることを発表した。
2013年8月、マーベルはYouTubeのギーク・ウィークに2本目の予告編を公開した。『フォーブス』誌は「この150秒の予告編は4月公開された予告編の拡張版なだけ」で「新しいものを紹介していない」と評した。『ロサンゼルス・タイムズ』は「続編の不吉な、壮大なスケールを示唆している」、「ソーとロキのコラボレーションは特に面白いことを約束する」と評した。また同月、プロデューサーのケヴィン・フェイグとキャストのトム・ヒドルストン、ナタリー・ポートマン、アンソニー・ホプキンスらがディズニーのD23エキスポで追加映像を発表した。
2013年8月末、ディズニーはディズニーランドにプロモーション用のアトラクションを設置する計画を発表し、「観客たちはアスガルドを訪れ、マイティー・アベンジャーのソーと会うだろう」と述べた。「Treasures of Asgard」と呼ばれるこのアトラクションはトゥモローランドのイノベンションズ内部のスタークインダ・ストリーズの展示の隣に設置され、2013年11月1日にオープンした。
2013年11月1日、マーベルはテレビドラマシリーズ『エージェント・オブ・シールド』の第8話「The Well（バーサーカー）」（2013年11月19日放送、日本では第7話）が『マイティ・ソー/ダーク・ワールド』の後の出来事を描いた内容になることを発表した。また、ジェイミー・アレクサンダーは同作の第15話「Yes Men（ローレライの罠）」（2014年3月11日放送）でもシフを演じ、シーズン2第12話「Who You Really Are（記憶をなくした戦士）」（2015年3月10日放送）にも再登場した。

## 評価

### 興行収入
2013年11月8日時点で全世界で1億940万ドルを売り上げた。33カ国で封切りが始まり、初日で合計820万ドルを売り上げてイギリスやフランスなどで初登場1位となり、前作を上回る滑り出しとなった。公開から3日間で36カ国で4520万ドル、さらに初週末5日間（水曜 - 日曜）では1億940万ドルを売り上げて北米外興行収入ランキングで1位となった。
北米興行収入は2億ドルを超え、全世界興行収入も6億3000万ドルを突破し、前作の興行収入を上回った。マーベル・シネマティック・ユニバースでは北米歴代5位、全世界歴代3位を記録している。

### 批評家の反応
2013年11月8日時点でRotten Tomatoesでは131件のレビューで支持率は70%となり、「マーベル・ユニバースの映画で最高傑作ではないかもしれないが、ファンが期待したユーモアやアクションを提供している」とまとめられた。Metacriticでは38件のレビューで加重平均値は54/100となった。
『ガーディアン』のベン・チャイルドは「ヒドルストンとヘムズワースの印象的な集団的カリスマのおかげで、『マイティ・ソー/ダーク・ワールド』はフランチャイズ・キラーとは程遠くなっている」と述べた。